# Medium Extended Air Defense System
Medium Extended Air Defense System (dobesedno slovensko Podaljšani zračnoobrambni sistem; kratica MEADS) je zračnobrambi sistem, ki nastaja v sklopu zveze NATO. Države udeleženke so ZDA, Nemčija in Italija (sprva je sodelovala še Francija, a se je pozneje umaknila). Sam sistem je primarno zasnovan kot nadomestilo za zastarujoč sistem Patriot.